# Yebisu Celebrities
Yebisu Celebrities (YEBISUセレブリティーズ YEBISU Sereburitīzu''?) es una serie de manga escrita por Kaoru Iwamoto e ilustrada por Shinri Fuwa. Ha sido serializada en la revista Be x Boy de la editorial Libre Publishing desde 2006. En 2010, la serie fue adaptada a un OVA producido por el estudio Garden Lodge titulado Yebisu Celebrities 1st. Yebisu Celebrities también cuenta con una serie de nueve CD dramas.

## Argumento
Haruka Fujinami es un estudiante universitario que tiene problemas con encontrar un trabajo. Un día, logra conseguir un trabajo en Yebisu Graphics, una empresa de diseño; el trabajo de sus sueños. En el trabajo descubre que su jefe no está interesado únicamente en sus habilidades profesionales.

## Personajes
Takashi Daijō (大城 崇 Daijō Takashi?)
Voz por: Jūrōta Kosugi
El jefe tiránico de Yebisu Graphics.
Haruka Fujinami (藤波 はるか Fujinami Haruka?)
Voz por: Ken'ichi Suzumura (CD drama), Kazuma Horie (OVA)
Estudiante universitario y nuevo empleado de Yebisu Graphics, objeto de deseo de su jefe, Takashi Daijō.

## Media

### Manga
Escrito por Kaoru Iwamoto e ilustrado por Shinri Fuwa, Yebisu Celebrities fue publicado por la editorial Biblos en 2006 y posteriormente por Libre Publishing tras el quiebre de Biblos.

### OVA
Una adaptación a OVA producida por el estudio de animación Garden Lodge fue lanzada el 28 de mayo de 2010. El OVA con las voces de Jūrōta Kosugi y Kazuma Horie en los roles principales.